# N'Gama N'Gama
N'Gama N'Gama alias N'Gama (né le 11 octobre 1947) est un canoéiste de vitesse ivoirien ayant concouru de la fin des années 1960 au milieu des années 1980. Il a été éliminé en demi-finale de l'épreuve de K-2 1000 m aux Jeux olympiques d'été de 1968 à Mexico. Quatre ans plus tard, à Munich, il a également été éliminé en demi-finale de l'épreuve de K-1 1000 m. Lors de ses troisièmes et derniers Jeux olympiques d'été à Los Angeles, il a été éliminé lors des repêchages de l'épreuve de K-1 500 m.